# Augustyn Westphal
Augustyn Westphal ps. „Echo”, „Dzwon”, „Piotr Morski”, „Czapla” (ur. 22 października 1884 lub 13 sierpnia 1885 w Rębie w powiecie kartuskim, zm. 27 września 1946 w Wejherowie) – polski urzędnik i działacz społeczno-kulturalny, od maja 1944 r. do 21 marca 1945 r. komendant naczelny Tajnej Organizacji Wojskowej „Gryf Pomorski”.

## Życiorys
Uczył się w szkole średniej w Gdańsku, po jej ukończeniu podjął pracę zawodową. W sierpniu 1914 r. został zmobilizowany do armii niemieckiej i walczył głównie na froncie niemiecko-rosyjskim. W 1917 r. został zwolniony ze służby czynnej w stopniu porucznika z powodu złego stanu zdrowia. Do końca I wojny światowej pracował w intendenturze wojskowej. Pod koniec 1918 r. zaangażował się w akcję propagandową za przyłączeniem całego Pomorza wraz z Gdańskiem do Polski. W tym czasie był współtwórcą i jednym z głównych członków polskich towarzystw śpiewaczych i chórów mieszanych „Lutnia”, „Cecylia” i „Moniuszko” w Gdańsku. Współorganizował IV Pomorski Okręg Związku Kół Śpiewaczych na obszarze Wolnego Miasta Gdańsk. W 1920 r., po odzyskaniu przez Polskę Pomorza, zamieszkał w Wejherowie i został urzędnikiem w starostwie; doszedł do stanowiska naczelnego sekretarza starostwa na powiat morski. Cały czas działał w towarzystwach śpiewaczych, powołując w 1920 r. chór męski „Harmonia”, którego w 1935 r. został prezesem. W uznaniu zasług w 1928 r. wybrano go na prezesa Kaszubskiego Okręgu Śpiewaczego. Był członkiem Polskiego Związku Zachodniego.
Po zajęciu Pomorza przez wojska niemieckie na początku września 1939 r. stale się ukrywał. Zorganizował niewielką grupę konspiracyjną, działającą w rejonie Bąckiej Huty, a następnie Sierakowic i Sianowa, którą w 1941 r. wprowadził do TOW „Gryf Pomorski”, zostając członkiem Rady Naczelnej i szefem biura Głównego Wydziału Organizacyjnego. Wiosną 1943 r. objął funkcję wiceprezesa Rady Naczelnej i zastępcy komendanta naczelnego por. Józefa Dambka. Z uwagi na bardzo dobrą znajomość języka niemieckiego zajmował się legalizacją członków organizacji i osób zagrożonych aresztowaniem. Reprezentował TOW „Gryf Pomorski” w kontaktach z Armią Krajową i innymi organizacjami konspiracyjnymi, m.in. w lipcu 1943 r. zatwierdził umowę scaleniową z Ruchem Miecz i Pług. W marcu 1944 r. po śmierci J. Dambka został prezesem organizacji i szefem Głównego Wydziału Organizacyjnego, a w maju tego roku po aresztowaniu Aleksandra Arendta przejął po nim funkcję komendanta naczelnego TOW „Gryf Pomorski”. W ten sposób połączył w swoich rękach pion cywilny i wojskowy organizacji. W końcowym okresie okupacji niemieckiej nakazał przeciwdziałanie grabieży i wywózki majątku z Pomorza. 11 stycznia 1945 r. wydał rozkaz specjalny o rozpoczęciu akcji sabotażowo-dywersyjnej na tyłach wycofujących się wojsk niemieckich. W sytuacji poważnych spustoszeń wśród członków organizacji spowodowanych aresztowaniami oraz wobec perspektywy zajęcia Pomorza przez Armię Czerwoną i możliwości prowokacji uznał przejście do drugiej konspiracji za niemożliwe i ogłosił 21 marca 1945 r. rozwiązanie organizacji. Jej członkowie mieli ujawnić się i przekazać posiadaną broń nowej władzy.
W dniach 12–13 stycznia 1946 r. wziął udział w pierwszym po wojnie kongresie działaczy kaszubskich w Wejherowie, otwierając go uroczystym przemówieniem.
Pod koniec lutego 1946 r. został aresztowany przez Ministerstwo Bezpieczeństwa Publicznego pod fałszywym zarzutem współpracy z Niemcami i szpiegostwa i poddany 2-miesięcznemu brutalnemu śledztwu.  Zmarł 27 września 1946 r. z powodu uszkodzenia nerki podczas przesłuchań. Pochowano go na Starym Cmentarzu w Wejherowie, przechowywane przez niego archiwum organizacji prawdopodobnie przejęło UB.
Tablica upamiętniająca Augustyna Westphala znajduje się na budynku Starostwa Powiatowego w Wejherowie.

## Odznaczenia
- Srebrny Krzyż Zasługi (9 listopada 1931)[1]